# Tijdperk
Een tijdperk is een indeling van de tijd in een niet-constant aantal jaren. De middeleeuwen en de bronstijd zijn voorbeelden van tijdperken.

## Tijdperken in de geschiedenis en prehistorie
De volledige indeling volgens culturen is in Europa:
- Prehistorie (3 000 000v.Chr. - 3500 v.Chr.)
- Oude nabije oosten (3500 v.Chr. - 753 v.Chr)
- Klassieke oudheid (753 v.Chr.. - 476 n.C.)
- Middeleeuwen (476 - 1492)
- Vroegmoderne tijd(1492 - 1789 )
- Moderne tijd (1789 - 1945)
- Onze tijd (1945 - nu)

De data zijn afhankelijk van bron tot bron, afhankelijk van wat men als overgang (belangrijke gebeurtenis) kiest.

## Geologische tijdperken

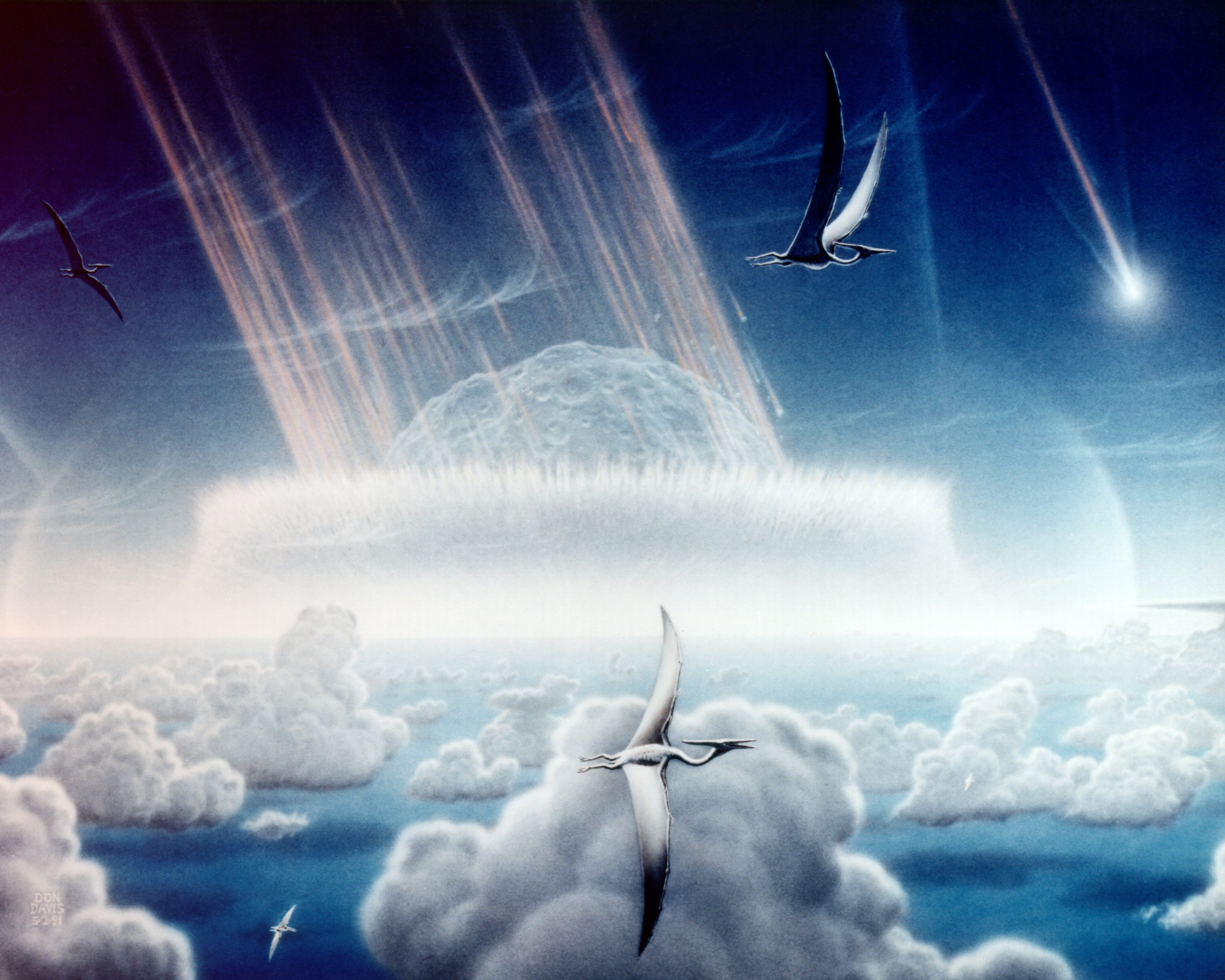
Impressie van de inslag van een grote meteoriet op de overgang tussen de geologische tijdperken Krijt en Paleogeen.

Bij de beschrijving van de geschiedenis van de Aarde en de ontwikkeling van het leven (paleontologie) gebruikt men een tijdschaal die veel verder terug reikt dan de tijdsindelingen uit de geschiedenis en archeologie. Ook duurden de afzonderlijke tijdperken vaak veel langer. Geologische tijdperken beslaan duizenden, of sommige zelfs miljoenen jaren.
Geologische tijdperken worden ingedeeld op basis van onderzoek van aardlagen (stratigrafie) of fossielen. De grenzen tussen de grotere tijdsvakken liggen meestal bij belangrijke gebeurtenissen of omschakelingen in de geschiedenis, zoals het massaal uitsterven van soorten of grote meteorietinslagen. Omdat over de oudere tijdperken minder bekend is, beslaan deze gemiddeld een grotere hoeveelheid tijd. De indeling is voor oudere tijdperken dan ook minder nauwkeurig.
Het opstellen van de geologische tijdschaal begon in het begin van de 19e eeuw. Tegenwoordig zijn er meerdere versies van de geologische tijdschaal in gebruik, die alleen in de details sterk van elkaar afwijken. Er is ook een internationale versie, die wordt bijgehouden door een commissie van deskundigen, de ICS. De tijdschaal is verre van "af": nog steeds worden steeds nauwkeurigere en kleinere onderverdelingen toegevoegd.
Geologische tijdperken hebben officieel een rang. Hogere rangen zijn onderverdeeld in tijdperken met lagere rangen. De hoogste rang is een eon, dat wordt onderverdeeld in era's. Era's worden weer onderverdeeld in perioden, waartoe de best bekende tijdperken als het Krijt, Jura of Carboon behoren. Perioden worden onderverdeeld in tijdvakken, en die weer in tijdsneden. Zo bestaat het Krijt uit twee tijdvakken en twaalf tijdsneden. Zelf is het onderdeel van de era Mesozoïcum, die weer tot het eon Fanerozoïcum behoort. De hele geologische geschiedenis wordt verdeeld in slechts drie eonen.